# 戒田節子
戒田 節子（かいだ せつこ、1958年4月3日 - ）は、愛媛県を拠点に活躍する日本の女性フリーアナウンサー・劇団主宰者。元RNB南海放送アナウンサー。
愛媛県松山市出身。愛媛県立松山北高等学校、日本大学藝術学部放送学科を卒業後、1981年南海放送に入社。
アナウンサー業の傍ら地元のアマチュア劇団「みかん一座」の主宰を務め、現在も2足のわらじで活動している。
2018年4月30日付けで定年退職となったが、一部担当番組は継続する。

## 担当番組
ラジオ
- 心にプラスワン
- みかん星交響曲
- 子供の詩、小さなひとみ
- ママは育児なし
- まんだい・えいじのイエス!You CAN

## 過去の担当番組
テレビ
- なんかいワイドニュースtoday（1981年10月-1986年9月）
- なんかいNEWS530（1986年10月-1989年9月）
- 朝のホットライン（愛媛地区中継担当レポーター。RNBテレビはNNN系列に属しながら、朝の情報番組はJNN系列の番組をあいテレビ開局まで系列外ネット）
- ザ・ベストテン（愛媛地区中継担当リポーター[追っかけウーマン]。ただしRNBテレビは正式なJNNの系列局ではなかったため、当の愛媛地区ではこの番組はスペシャル版を除き放送されなかった[レギュラー版は技術協力のみで未ネット]）

ラジオ
- 青春キャンパス[1]
- あいたかし歌謡道場[1]
- ハートフルな夜に[1]